# Piaya cayana
Piaya cayana là một loài chim trong họ Cuculidae.

## Hình ảnh

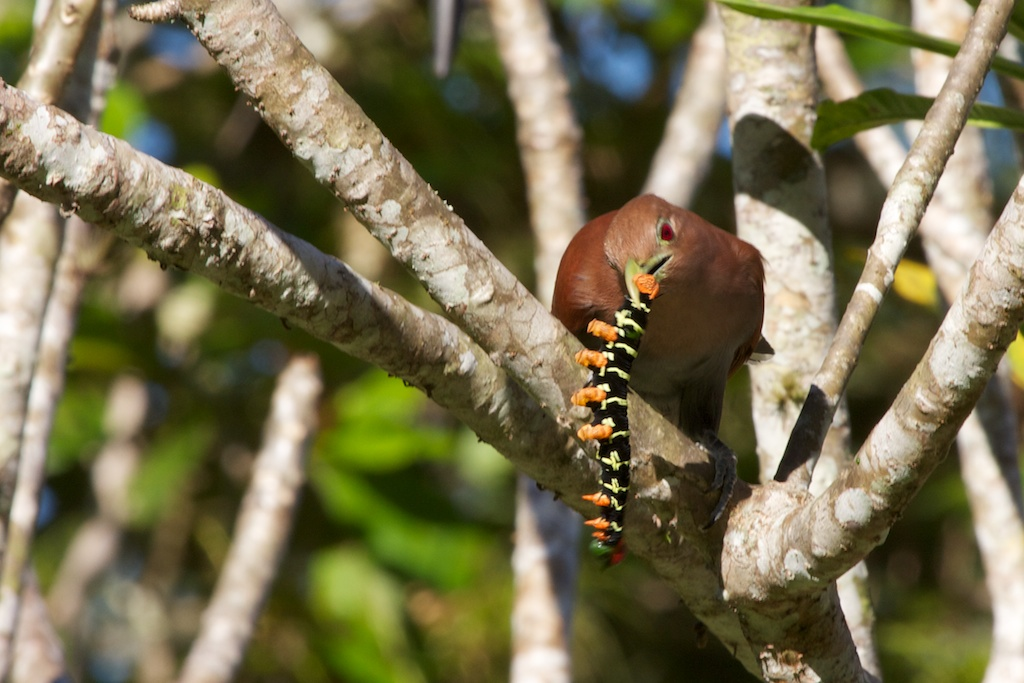
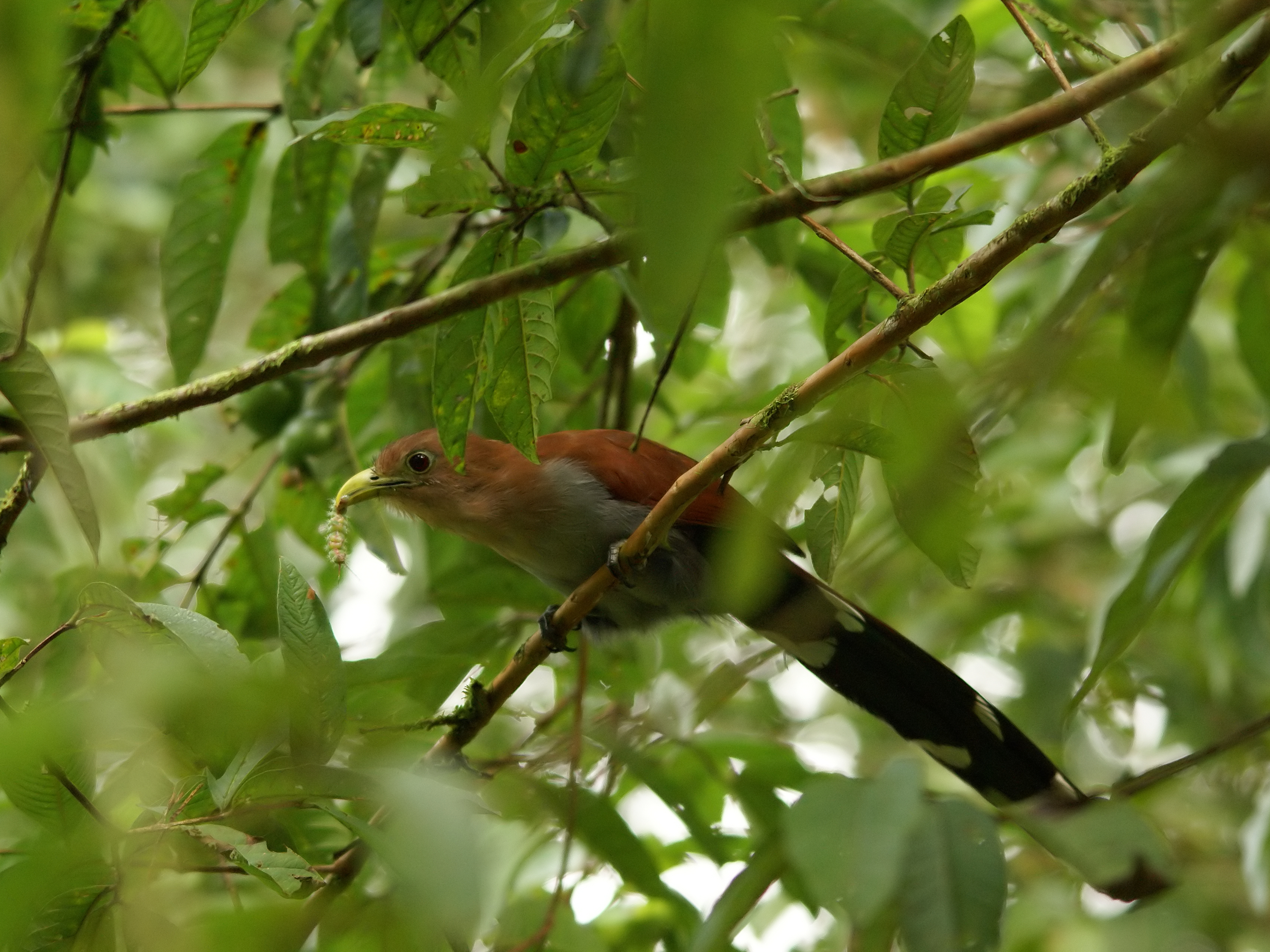